# فاليري س غرينير
فاليري س غرينير هي متزحلقة كندية، ولدت في 30 أكتوبر 1996 في أوتاوا في كندا.

## وصلات خارجية
- الموقع الرسمي
- فاليري س غرينير على موقع الاتحاد الدولي للتزلج (التزلج على المنحدرات الثلجية) (الإنجليزية)
- فاليري س غرينير على موقع اللجنة الأولمبية الدولية (الإنجليزية)
- فاليري س غرينير على موقع أوليمبيديا (الإنجليزية)
- فاليري س غرينير على موقع اللجنة الأولمبية الكندية (الإنجليزية)